# Сельское поселение «Село Бабынино»
Се́льское поселе́ние «Село Бабынино» — муниципальное образование в Бабынинском районе Калужской области Российской Федерации.
Административный центр — село Бабынино.

## История
Статус и границы сельского поселения установлены Законом Калужской области от 28 декабря 2004 года № 7-ОЗ «Об установлении границ муниципальных образований, расположенных на территории административно-территориальных единиц "Бабынинский район", "Боровский район", "Дзержинский район", "Жиздринский район", "Жуковский район", "Износковский район", "Козельский район", "Малоярославецкий район", "Мосальский район", "Ферзиковский район", "Хвастовичский район", "Город Калуга", "Город Обнинск", и наделении их статусом городского поселения, сельского поселения, городского округа, муниципального района».

## Население
| 2010  | 2012  | 2013  | 2014  | 2015  | 2016  | 2017  |
| ----- | ----- | ----- | ----- | ----- | ----- | ----- |
| 1458  | ↘1395 | ↘1377 | ↘1338 | ↘1271 | ↘1206 | ↗1210 |
| 2018  | 2019  | 2020  | 2021  |       |       |       |
| ↘1173 | ↘1152 | ↗1165 | ↗1721 |       |       |       |

## Состав сельского поселения
| №  | Населённый пункт | Тип населённого пункта       | Население |
| -- | ---------------- | ---------------------------- | --------- |
| 1  | Акулово          | село                         | ↘103      |
| 2  | Альшаны          | деревня                      | ↘17       |
| 3  | Антопьево        | село                         | ↘213      |
| 4  | Бабынино         | село, административный центр | ↗439      |
| 5  | Барашня          | деревня                      | ↘0        |
| 6  | Варваренки       | село                         | ↗16       |
| 7  | Верхнее Сомово   | деревня                      | ↘0        |
| 8  | Вислово          | деревня                      | ↘9        |
| 9  | Волково          | село                         | ↘5        |
| 10 | Волчье           | деревня                      | ↘9        |
| 11 | Высокое          | деревня                      | ↘4        |
| 12 | Губино           | деревня                      | ↘10       |
| 13 | Дерягино         | деревня                      | ↘10       |
| 14 | Дмитриевка       | деревня                      | ↘1        |
| 15 | Дяглевка         | деревня                      | ↗7        |
| 16 | Егорьево         | деревня                      | ↘6        |
| 17 | Карачево         | деревня                      | ↘1        |
| 18 | Крутая           | деревня                      | ↘1        |
| 19 | Лапино           | деревня                      | ↘114      |
| 20 | Маково           | деревня                      | ↘12       |
| 21 | Матюково         | деревня                      | ↗18       |
| 22 | Матюково         | деревня                      | ↘10       |
| 23 | Нижнее Сомово    | деревня                      | ↘4        |
| 24 | Никольское       | село                         | ↘137      |
| 25 | Осиповка         | деревня                      | ↘3        |
| 26 | Подберезье       | деревня                      | ↘0        |
| 27 | Пятницкое        | село                         | ↘147      |
| 28 | Рассудово        | деревня                      | ↗63       |
| 29 | Светлицы         | деревня                      | ↗4        |
| 30 | Сеньково         | село                         | ↘15       |
| 31 | Слободка         | деревня                      | ↘8        |
| 32 | Спас             | деревня                      | ↘24       |
| 33 | Тимешово         | деревня                      | ↘1        |
| 34 | Хвалово          | деревня                      | ↘36       |
| 35 | Холопово         | деревня                      | ↘11       |